# Ernst Jättnig
Christian Ernst Ferdinand Jättnig (* 6. April 1813 in Berlin; † 27. November 1857 ebenda) war ein deutscher Kupferstecher aus der Kupferstecherfamilie Jättnig. 

## Leben
Ernst Jättnig war ein Sohn des Kupferstechers Ferdinand Jättnig und dessen Ehefrau Wilhelmine Friederike geb. Krüger. Er lernte bei seinem Vater und arbeitete anschließend in der Werkstatt der Familie. Er stach nach Zeichnungen von August Stüler und Johann Nietz, der als Baukondukteur und Architekt in Berlin tätig war. Sein Werk umfasst vorwiegend archäologische, naturgeschichtliche, anatomische und architektonische Darstellungen. Von 1842 bis 1850 beteiligte er sich an den Ausstellungen der Akademie der Künste. Ernst Jättnig und sein Bruder Theodor arbeiteten als Gebrüder Jättnig zusammen.